# خافيير دياز (منافس ألعاب قوى)
خافيير دياز (بالإسبانية: Javier Díaz)‏ هو منافس ألعاب قوى إسباني، ولد في 11 أبريل 1976.

## وصلات خارجية
- خافيير دياز على موقع الاتحاد الدولي لألعاب القوى (الإنجليزية)